# Sapintus suzelae
Sapintus suzelae es una especie de coleóptero de la familia Anthicidae.

## Distribución geográfica
Habita en Guadalupe (Francia) (América).